# Fatimah Tuggar
Fatimah Tuggar (Nigeria, 15 de agosto de 1967) es una artista interdisciplinar nacida en Nigeria y establecida en los Estados Unidos.Utiliza el collage y la tecnología digital para crear obras que investigan las narrativas dominantes y lineales de género, raza y tecnología.Es profesora asociada de IA en las Artes: Arte y Equidad Global en la Universidad de Florida en los Estados Unidos.

## Primeros años y educación
Nació en Kaduna, Nigeria, en 1967y estudió en la Escuela de Arte Blackheath en Londres, (Inglaterra) y se licenció en Bellas Artes en el Kansas City Art Institute de Estados Unidos en 1992.En 1995 terminó un máster de escultura en la Universidad de Yale y posteriormente realizó un estudio independiente de posgrado en el Museo Whitney de Arte Americano de 1995 a 1996. También estudió en el Kano Corona y Queens Collage Yaba en Nigeria antes de asistir al Convento de la Sagrada Familia en Littlehampton, Sussex en Inglaterra.

## Trayectoria
Tuggar crea imágenes, objetos, instalaciones y obras de arte multimedia instructivas basadas en la web. En ellas yuxtapone escenas de la vida cotidiana africana y occidental. De este modo llama la atención sobre el proceso y considera la subjetividad de género, la pertenencia y las nociones de progreso.

### Materiales y temas
Se inspiró en el dadaísmo alemán y artistas del fotomontaje como Hannah Hoch y John Heartfield, para incorporar en su trabajo aspectos del collage y así cuestionar las dinámicas de poder dentro del lenguaje visual dominante.A partir de fotografías que ella misma toma y materiales encontrados de comerciales occidentales, revistas y material de archivo, Tuggar fusiona digitalmente imágenes para exponer borrados en representaciones dominantes de género, raza, geografía, trabajo doméstico, tecnología y capitalismo globalizado mientras vuelve a centrar las identidades de la diáspora africana.
Tuggar utiliza innovaciones tecnológicas en su trabajo como medio y método para criticar los conceptos occidentales de progreso lineal.Los objetos suelen implicar algún tipo de bricolaje; combina dos o más objetos de África occidental y su equivalente occidental para hablar de electricidad, infraestructura, acceso y las influencias recíprocas entre tecnología y culturas. De manera similar, sus trabajos de montajes de computadora y collage de video reúnen videos y fotografías que ella misma filma y materiales encontrados de anuncios, revistas y material de archivo. El significado para Tuggar parece residir en estas yuxtaposiciones que exploran cómo los medios afectan nuestra vida diaria. En general, su trabajo utiliza estrategias de deconstrucción para desafiar nuestras percepciones y apegos a las formas habituales de mirar. Su cuerpo de trabajo fusiona ideas sobre raza, género y clasepara perturbar nuestras nociones de subjetividad. Su trabajo refleja su identidad multifacética y desafía la idea de un África homogénea.

### Fotomontajes digitales
Fatimah Tuggar comenzó a realizar fotomontajes digitales en 1995. Sus primeros trabajos interrogaron las representaciones de los medios y las perspectivas occidentales de la tecnología y el trabajo de las mujeres en Nigeria.Spinner and the Spindle (1995) y Working Woman (1997) ejemplifican su trabajo inicial utilizando montajes informáticos para fusionar digitalmente imágenes de tecnología occidental con mujeres nigerianas rurales contemporáneas para trastocar narrativas prominentes y simples del África contemporánea aislada de la tecnología occidental y el progreso a través de la brecha digital. El uso de Tuggar del collage y la mise-en-abyme en obras como Working Woman, donde la imagen de la mujer nigeriana se repite sin cesar en la pantalla de la computadora que Tuggar ha insertado junto a ella, destaca las complejidades de la autorrepresentación a través de la producción y reproducción en el auge de la información digital difundida.Tres de sus primeros fotomontajesː Spinner and the Spindle (1995), Village Spells (1996) e In Touch (1998) se incluyeron en una edición especial de 2002 de Social Text de Alondra Nelson para discutir el reciente auge del afrofuturismo.Lady and the Maid (2000), Bedroom (2001) y Cake People (2001) reimaginan representaciones de mujeres negras y tecnologías domésticas mediante la inserción de narrativas e iconografía de la diáspora africana en espacios domésticos blancos comercializados a mediados del siglo XX.A través de la lente de la subjetividad femenina negra, los montajes informáticos de Tuggar cuestionan las dinámicas de poder de la raza, el género y la tecnología a través de marcos colonialistas y de consumo.
Tuggar incluyó en su trabajo de fotomontaje Home's Horizons (2019), por un lado un díptico con una casa de adobe con techo de paja y cerca tejida reflejada sobre una casa de dos pisos con una cerca blanca. Por otro lado, el fotomontaje reflejó un pequeño bote con una nave espacial, ambos conectados por un paracaídas y agua.Utilizó imágenes de techos de paja y cercas tejidas vistas en trabajos anteriores como Cake People y Working Woman. Continuó incorporando temas de tecnología y espacios domésticos para examinar los espacios liminales geográficos y culturales como lugares tanto de complicidad como de posibilidad.

### Video y esculturas
Al incorporar métodos similares de fotomontaje en instalaciones de video, En la Fusion Cuisine (2000) coproducida con The Kitchen durante su residencia de producción artística, yuxtapuso anuncios estadounidenses de tecnologías domésticas de la era de la Guerra Fría dirigidos a mujeres blancas estadounidenses de clase media e imágenes contemporáneas de mujeres africanas, grabado en video en Nigeria. Utilizando y criticando la tecnología en lenguaje visual, Fusion Cuisine cambió continuamente entre las tiras de película de archivo de las fantasías de posguerra de la vida moderna y los suburbios y las imágenes del trabajo doméstico y el juego en Nigeria.En Fusion Cuisine examinó el lenguaje visual dominante en la tecnología de consumo doméstico a través de una lente transnacional para revaluar los conceptos coloniales de progreso, exponiendo los borrados raciales y geográficos para imaginar nuevas visiones del futuro y narrativas visuales.Sus obras comentan temas potencialmente sensibles como la etnicidad, la tecnología y la cultura poscolonial. La artista eligió no extender un mensaje didáctico, sino dilucidar los matices culturales que van más allá de las comparaciones transculturales obvias.
Las esculturas sonoras de Tuggar continúan incorporando temas de hibridez y tecnología a través del bricolaje físico y conceptual. En su escultura de 1996 titulada Turntable,utilizó discos de rafia en lugar de discos de vinilo, haciendo referencia a las formas en que la introducción del gramófono influyó en el desarrollo del idioma local. Debido a la similitud física entre el vinilo y el fai-fai en muchos idiomas del norte de Nigeria, el disco de vinilo recibe su nombre del disco de rafia. Por ejemplo, en hausa, el disco de rafia se llama fai-fai y el vinilo es gramófono fai-fain. El tocadiscos se perdió en 2002 y Tuggar lo rehizo en 2010 bajo el título Fai-Fain Gramophone. Rindiendo homenaje a la tecnología artesanal utilizada en el trabajo doméstico y la música, Tuggar destacó las herramientas versátiles utilizadas por las mujeres en Nigeria al incorporar discos fai-fai, tejidos por mujeres con rafia, en lugar de discos de vinilo.Los discos tejidos giran emulando un tocadiscos, mientras que una grabación digital oculta del músico nigeriano Barmani Chogo se reproduce desde la escultura.
Otras esculturas sonoras creadas en los años 90 fueron Broom (1996) y The Talking Urinal (1992), haciendo referencia al surrealismo y al cuestionamiento dadaísta de la función y representación del objeto.

### Realidad aumentada y trabajo basado en web
En sus montajes de computadora y collages de video, Tuggar juntó imágenes que exploran los matices culturales y las diferentes relaciones entre las personas y las estructuras de poder.En sus obras interactivas basadas en la web, quienes participen pueden crear sus propios collages seleccionando elementos y fondos animados. Este proceso permite construir o interrumpir narrativas no lineales.Changing Space (2002), una exhibición participativa en línea de Tuggar con el Art Production Fund utilizó la interacción del público en un espacio virtual para cuestionar las dinámicas de poder de la autoría y la representación del arte africano moderno en galerías y museos.
Su collage animado interactivo, Transient Transferpermite participar y crear collages a partir de escenas en Greensboro en 2011 o el Bronx en 2008 (ver en Street Art, Street Life: From 1950s to Now) Archived   " en el Museo de las Artes del Bronx, Nueva York). En su proyecto web de 2006, Triad Raid, creado como parte de Rethinking Nordic Colonialism Tuggar "involucra al espectador/participante en un espacio de poder potencialmente cargado de tomar decisiones o no elegir.La acción o la falta de acción en este entorno digital anima elementos para crear un collage dinámico. Este collage está construido a partir de: Personajes, iconos y tótems, Contexto, paisajes y mercancías, y Comportamientos, acciones e interacciones entre todos estos elementos. Esto fomenta la creación de narrativas no lineales temporales, que pueden construirse o interrumpirse en función de las elecciones realizadas por cada participante. Un factor clave es la conciencia de la elección y las consecuencias de ejercer o elegir no ejercer este poder potencial".
Continuando con los conceptos de tecnología, trabajo, hibridez y capitalismo globalizado, el uso reciente de Tuggar de Realidad Aumentada y Realidad Virtual en obras participativas incluye Desired Dwellings (2009) y el trabajo encargado por The Davis Museum Deep Blue Wells (2019).Deep Blue Wells explora la historia y el proceso colaborativo contemporáneo y el trabajo de los pozos de tinte índigo y el teñido de telas en Kano, y se enfrenta a los efectos del capitalismo globalizado.

## Exposiciones
Tuggar mostró su trabajo en exposiciones colectivas en el Museo de Arte Moderno de Nueva York,el Nuevo Museo de Arte Contemporáneo, y en exposiciones bienales internacionales como la Bienal de Arte Contemporáneo de Moscú de 2005,Palais des Beaux-Arts, Bruselas 2003, Centro Georges Pompidou de París 2005,y Bienal de Bamako, Malí, 2003. Se anunció que el trabajo de Tuggar se incluiría en la Bienal de Sharjah 2023 en los Emiratos Árabes Unidos.
Las exposiciones adicionales incluyen:
- 2019 Fatimah Tuggar: Home's Horizons, Museo Davis en Wellesley College [15][16]
- Exposición de los Premios Charlotte Street 2019, Museo de Arte Contemporáneo Kemper, Kansas City, Misuri
- 2019 Conocimiento, Museo de Arte Spencer, Universidad de Kansas, Lawrence, Kansas
- 2017, 2018 Flow of Forms/Forms of Flow, Museum am Rothenbaum, Hamburgo, Alemania y Kunstraum, Munchen, Alemania
- 2015 Arte de apropiación: encontrar significado en un collage de imágenes encontradas The Bascom: un centro para las artes visuales, Highlands, Carolina del Norte [24]
- 2013 In/Visible Seams Mechanical Hall Gallery, Universidad de Delaware, Newark, DE
- 2012 Fatimah Tuggar, Instituto para la Mujer y el Arte, Galerías de la Serie de Mujeres Artistas Mary Hana, Universidad de Rutgers, New Brunswick, Nueva Jersey
- 2012, 2011, 2010 The Record: Contemporary Art and Vinyl, Nasher Museum of Art, Duke University [25] y The Institute of Contemporary Art, Boston.[6]
- 2012 Postales de Harlem, Studio Museum Harlem, Nueva York, NY
- 2011 Dream Team, obras de 1995 a 2011, GreenHill Center for North Carolina Art, Greensboro, Carolina del Norte
- 2010 One Blithe Day, Link Media Wall, Biblioteca Perkins, Universidad de Duke, Durham, Carolina del Norte
- 2009 Tell Me Again: A Concise Retrospective, Franklin Humanities Institute, Duke University, Durham, NC.[6]
- 2009 Viviendas deseadas: proyecto para un entorno virtual inmersivo, entorno virtual inmersivo de Duke, Universidad de Duke, Durham, Carolina del Norte
- 2009 En pantalla: Global Intimacy Artspace en Kansas City Art Institute, Kansas City, MO.[6]
- 2005 Receta de Inna, Celebración de verano de Indiana Black Expo, Cultural Arts Pavilion, Indianápolis, Indiana [26]
- 2005 Rencontres de Bamako: Bienal Africana de la Fotografía: Decir la hora
- 2002 Changing Space, Art Production Fund, Nueva York, Nueva York.[19]
- 2002 Tempo, Museo de Arte Moderno, Nueva York, Nueva York.[19]
- 2002 Africaine: Candice Breitz, Wangechi Mutu, Tracey Rose y Fatimah Tuggar, The Studio Museum en Harlem, Nueva York, Nueva York.[10]
- 2001 Empire/State: Artists Engaging Globalization The Art Gallery of the Graduate Center, The City University of New York.[19]
- 2000 Museo de Poética y Poder de Arte Contemporáneo de Cleveland
- 2000 Cruzando la línea Museo de Arte de Queens
- 2000 El Nuevo Mundo, Los Vicios y las Virtudes, Bienal de Valencia, España Bienal de Maia, Oporto, Portugal
- 2000 Celebraciones Galeria Joao Graça, Lisboa, Portugal
- 2000 En el grifo de agua Greene Naftali Gallery, Nueva York
- 2000 Tell Me Again, The Kitchen, Nueva York, Nueva York
- 2000 Fusion Cuisine, The Kitchen, Nueva York, Nueva York, Le Musee Chateau, Annecy, Francia [27][16]
- 2000 Fatimah Tuggar, Arte y Público, Ginebra, Suiza
- 1999 La pasión y la ola 6.ª Bienal Internacional de Estambul
- 1999 Más allá de la tecnología: trabajando en Brooklyn Museo de Arte de Brooklyn, Nueva York
- 1998 Hechizos de aldea Plexus.org
- 1992 Sala giratoria, The Founders Gallery, Kansas City, Misuri
- 1992 Entre el espacio y la luz, Leedy-Volkus Art Center, Kansas City, Misuri

## Otras lecturas
- Hamilton, Elizabeth (2013). "Analog Girls in a Digital World: Fatimah Tuggar's Afrofuturist Intervention in the Politics of "Traditional" African Art". Nka: Journal of Contemporary African Art, No. 33.
- Tuggar, Fatimah (2013). "Montage as a Tool of Political Visual Realignment," Visual Communications Journal: "The Ethics of Images," edited by Bolette Blaagaard & Carey Jewit.  pp. 375–392, University of London, UK Institute of Education; Culture, Communication & Media Department, SAGE Publications, Special Issue, August 2013, https://doi.org/10.1177/1470357213482607
- Tuggar, Fatimah (2017). "Methods, Making, and West African Influences in the Work of Fatimah Tuggar." African Arts, Vol. 50, No. 4, pp. 12–17. https://doi.org/10.1162/AFAR_a_00370

- Datos: Q3740118
- Multimedia: Fatimah Tuggar / Q3740118